# Vésigneul-sur-Marne
Vésigneul-sur-Marne település Franciaországban, Marne megyében. Lakosainak száma 236 fő (2022. január 1.). Vésigneul-sur-Marne Mairy-sur-Marne, Marson, Pogny, Saint-Germain-la-Ville és Togny-aux-Bœufs községekkel határos.

## Népesség
A település népessége az elmúlt években az alábbi módon változott:
| Lakosok száma | 128  | 146  | 176  | 265  | 249  | 243  | 237  | 233  | 230  | 236  |
|               | 1968 | 1982 | 1990 | 2006 | 2013 | 2015 | 2017 | 2019 | 2020 | 2022 |